# San Juan Cotzal
San Juan Cotzal – miasto w środkowo-zachodniej Gwatemali, w górach Sierra Madre de Chiapas, w departamencie El Quiché, leżące w odległości 95 km na północ od stolicy departamentu Santa Cruz del Quiché. Według danych szacunkowych w 2012 roku liczba ludności miasta wyniosła 17 876 mieszkańców. Na północ od miasta znajduje się Rezerwat Visis Cabá (hiszp. Reserva de Bisfera Visis Cabá).
Jest siedzibą władz gminy o tej samej nazwie, która w 2012 roku liczyła 27 937 mieszkańców. Gmina jest bardzo mała, a jej powierzchnia obejmuje zaledwie 182 km².